# Saint-Herblain
Saint-Herblain (tiếng Breton: Sant-Ervlan) là một xã thuộc tỉnh Loire-Atlantique, trong vùng Pays de la Loire ở phía tây nước Pháp. Xã này nằm 廟 khu vực có độ cao từ 1-64 mét trên mực nước biển. Theo điều tra dân số năm 1999 của INSEE, xã có dân số 43726 người.

## Liêt kết ngoàis
- Official Web site (tiếng Pháp)